# Mijaíl Kuznetsov (remero)
Mijaíl Kuznetsov –en ruso, Михаил Кузнецов– (4 de junio de 1952) es un deportista soviético que compitió en remo.
Participó en los Juegos Olímpicos de Montreal 1976, obteniendo una medalla de oro en la prueba de cuatro con timonel. Ganó una medalla de plata en el Campeonato Mundial de Remo de 1977.

## Palmarés internacional
| Juegos Olímpicos   | Juegos Olímpicos         | Juegos Olímpicos | Juegos Olímpicos   |
| Año                | Lugar                    | Medalla          | Prueba             |
| ------------------ | ------------------------ | ---------------- | ------------------ |
| 1976               | Montreal (Canadá)        | Medalla de oro   | Cuatro con timonel |
| Campeonato Mundial |                          |                  |                    |
| Año                | Lugar                    | Medalla          | Prueba             |
| 1977               | Ámsterdam (Países Bajos) | Medalla de plata | Ocho con timonel   |